# Adrenalize
Adrenalize je páté studiové album anglické rockové skupiny Def Leppard vydané v roce 1992. Jedná se o první album, které skupina natočila od smrti kytaristy Stevena Clarka. Album se skvěle prodávalo a v mnoha prodejních žebříčcích se umístilo na prvním místě a též se stalo multi-platinovým.

## Seznam skladeb
| Pořadí | Název                               | Autor                             | Délka |
| ------ | ----------------------------------- | --------------------------------- | ----- |
| 1.     | Let's Get Rocked                    | Collen/Elliott/Lange/Savage       | 4:56  |
| 2.     | Heaven Is                           | Clark/Collen/Elliott/Lange/Savage | 3:33  |
| 3.     | Make Love Like a Man                | Clark/Collen/Elliott/Lange        | 4:15  |
| 4.     | Tonight                             | Clark/Collen/Elliott/Lange/Savage | 4:03  |
| 5.     | White Lightning                     | Collen/Elliott/Lange/Savage/Clark | 7:03  |
| 6.     | Stand Up (Kick Love into Motion)    | Clark/Collen/Elliott/Lange        | 4:32  |
| 7.     | Personal Property                   | Collen/Elliott/Lange/Savage       | 4:21  |
| 8.     | Have You Ever Needed Someone So Bad | Collen/Elliott/Lange              | 5:24  |
| 9.     | I Wanna Touch U                     | Allen/Clark/Collen/Elliott/Lange  | 3:37  |
| 10.    | Tear It Down                        | Clark/Collen/Elliott/Savage       | 3:38  |

## Obsazení
- Joe Elliott – zpěv
- Phil Collen – kytara
- Rick Savage – basová kytara
- Rick Allen – bicí

### Další hudebníci
- The Sideways Mob – doprovodné vokály
- Robert John „Mutt“ Lange, John Sykes – doprovodné vokály
- Phil „Crash“ Nicholas – klávesy ve skladbě „Stand Up (Kick Love into Motion)“